# Damrosch Opera Company
La Damrosch Opera Company era una compagnia d'opera statunitense che esistette dal 1894 al 1900.

## Storia
La compagnia fu organizzata da Walter Damrosch e avrebbe dovuto presentare l'opera tedesca; in questa veste fece molto per promuovere la causa della musica di Richard Wagner negli Stati Uniti. Damrosch creò la compagnia per combattere quella che percepiva come una crescente apatia, post-1890, del pubblico operistico generale verso l'opera tedesca. Più specificamente le sue rimostranze erano dirette contro la direzione del Metropolitan Opera House. L'immediato impulso per la fondazione della compagnia arrivò quando, nel 1894, Damrosch presentò concerti de Il crepuscolo degli dei e La Valchiria.
Damrosch raccolse denaro per la compagnia vendendo la sua casa a New York e trascorse l'estate del 1894 viaggiando in Europa per reclutare cantanti. Tra quelli con cui firmò i contratti c'erano Johanna Gadski e Rosa Sucher, entrambi i quali fecero il loro debutto americano con la compagnia; tra gli altri figurano Max Alvary ed Emil Fischer. La compagnia aprì la sua stagione di otto settimane a New York con un'esibizione del Tristano e Isotta al Metropolitan Opera, il 25 febbraio 1895. Successivamente seguì una lunga tournée; la stagione realizzò un profitto di $53.000.
La compagnia rimase in attività per altri cinque anni. La seconda stagione vide l'aggiunta di Milka Ternina e David Bispham al suo staff di cantanti; Anche Katharina Klafsky e suo marito Otto Lohse si unirono alla compagnia, ma tornarono in Europa dopo la fine della stagione. Il 1896 vide la prima dell'opera di Damrosch dopo The Scarlet Letter. Con la stagione successiva arrivò un cambio di nome e attenzione per l'azienda; diventando la Damrosch-Ellis Company, allargò i suoi orizzonti comprendendo l'opera italiana e francese oltre alla tedesca. Nellie Melba ed Emma Calvé si unirono entrambe alla compagnia in questo periodo. Ma il deficit aveva cominciato ad accumularsi dopo la seconda stagione e si erano incrementato rapidamente; questo problema costrinse la società a chiudere definitivamente nel 1900.